# Geschichten von Ellis Island oder Wie man Amerikaner macht
Geschichten von Ellis Island oder Wie man Amerikaner macht (Originaltitel Récits d'Ellis Island: Histoires d'errance et d'espoir) ist ein Buch der französischen Autoren Robert Bober und Georges Perec. Es erschien in einer ersten Fassung 1980 in den „Éditions du Sorbier“, zeitgleich mit dem ebenfalls von Bober und Perec für das französische Fernsehen realisierten Dokumentarfilm Récits d'Ellis Island. Die deutsche Übersetzung stammt von Eugen Helmlé und wurde im 1997 im Verlag Klaus Wagenbach veröffentlicht.

## Vom Film zum Buch
Über die Vermittlung einer gemeinsamen Freundin kam es Mitte der 1970er Jahre zu einer ersten Begegnung zwischen Bober und Perec. Die Idee zu einem gemeinsamen Projekt ging von Bober aus, der sich bereits seit einer Weile mit der seit 1954 ungenutzten und verfallenden, vor New York gelegenen Einwanderungsstation auf Ellis Island beschäftigt hatte. Perec soll dem Projekt gegenüber zunächst skeptisch gewesen sein, ließ sich dann aber überzeugen. Perec-Biograph David Bellos stellt es so dar: „Als Perec klar wurde, dass Ellis Island nur zerstörte Gebäude waren, die von Vögeln und Ratten bewohnt wurden, und dass Bobers Idee darin bestand, einen Film über Verfall und Verlassenheit zu machen, änderte der Autor seine Meinung.“ Ende 1977 stimmte Perec dem gemeinsamen Projekt zu, und „in der ersten Junihälfte 1978 [sind sie] ein erstes Mal in New York gewesen. [Beide] kannten damals von Ellis Island nur ein paar alte Fotos.“ Knapp ein Jahr später, im Mai 1979, fanden dort die Dreharbeiten statt.
Zusätzlich zu den Aufnahmen, die in den verfallenden Gebäuden und von einer Fähre aus entstanden, filmten Bober und Perec mehrere ihrer Gespräche mit US-Bürgern (und in manchen Fällen auch einigen ihrer Angehörigen), die vor Jahrzehnten, als Kinder oder Jugendliche, über Ellis Island in die USA eingewandert waren. Das fertige Material wurde zu zwei separaten Filmteilen montiert: 1. Traces (Spuren: Aufnahmen von Ellis Island mit Off-Kommentar von Perec; 58 Minuten), 2. Mémoires (Erinnerungen: die Gespräche mit den Einwanderern; 60 Minuten), und es bildete die Grundlage für die zwischenzeitlich entstandene Idee einer Buchpublikation.
Seine Premiere hatte der Film an zwei Abenden im November 1980 im französischen Fernsehsender TF1. Im darauffolgenden Monat lief der Film auf dem „Festival dei Popoli“ in Florenz und wurde dort mit dem Preis „Premio Marzocco d'oro“ ausgezeichnet.

## Inhalt

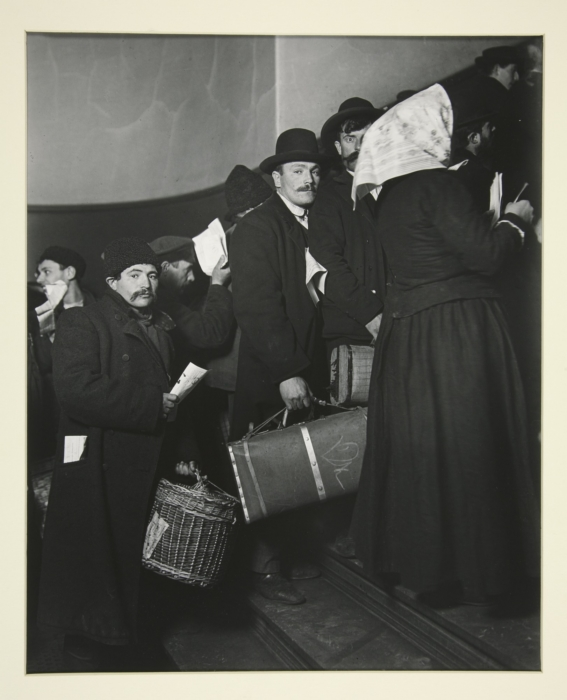
Lewis W. Hine, 1905: Climbing into America; deutsche Erstausgabe, S. 83

Die deutsche Erstausgabe folgt in Inhalt und Gestaltung weitgehend der französischen, von P.O.L éditeurs herausgegebenen Ausgabe aus 1994. Sie enthält die folgenden Kapitel:
I. Die Träneninsel. Text von Georges Perec, in dem Geschichte und Funktionsweise der Einwanderungsinstitution Ellis Island dargestellt werden. Im Buch übernimmt dieser Text die Darstellung der Fakten, die im Film im Wesentlichen durch die Erläuterungen eines Fremdenführers vermittelt werden.
II. Beschreibung eines Weges. Essayhafter Text von Georges Perec, dessen Ausgangspunkt in einer vorangestellten Bemerkung benannt wird: „In New York fragte uns fast jeder, warum. Nicht warum ein Film über Ellis Island, sondern warum wir. Inwiefern uns, Robert Bober und Georges Perec, das betreffe?“ Und so bestehe ihr Vorhaben nicht nur darin, „diesen einzigartigen Ort [zu] beschreiben, sondern auch den Weg, der uns dorthin geführt hat.“ – Dieser Text wird im Film von Perec als Off-Kommentar gesprochen.
III. Bildteil. Vierundzwanzig historische Schwarzweißphotographien, aufgenommen auf Ellis Island in den ersten Jahren des 20. Jahrhunderts, in der Mehrzahl von Lewis Hine.
IV. Standortbestimmungen. Eine kurze, teilweise stichwortartige Darstellung der Arbeitsweise von Bober und Perec: „Leute, die wir gesehen haben“, „Orte“ und ähnliche Listen.
V. Erinnerungen. Transkriptionen von zehn Gesprächen Bobers und Perecs mit Einwanderern, deren erste Station in den USA Ellis Island war. Abgeschlossen wird das Kapitel mit einer Notiz zu einem Gespräch mit einer älteren, ursprünglich aus Rumänien stammenden Frau, die zu den ca. 250.000 Menschen gehörte, denen auf Ellis Island die Einwanderung in die USA verweigert wurde.
Ergänzt werden die Texte und das historische Bildmaterial durch einige Photographien von den Dreharbeiten.

## Ausgaben
- Récits d'Ellis Island: Histoires d'errance et d'espoir. (Französische Erstausgabe.) Éditions du Sorbier / Institut National de l'audiovisuel, Paris 1980.
- Récits d'Ellis Island: Histoires d'errance et d'espoir. (Erweiterte französische Ausgabe.) P.O.L éditeurs, Paris 1994, ISBN 2-86744-430-6.
- Récits d'Ellis Island: Histoires d'errance et d'espoir. (Neuauflage der erweiterten französischen Ausgabe.) P.O.L éditeur, Paris 2022, ISBN 978-2-8180-5093-4.
- Geschichten von Ellis Island oder Wie man Amerikaner macht. (Deutsche Erstausgabe; aus dem Französischen von Eugen Helmlé.) Verlag Klaus Wagenbach, Berlin 1997, ISBN 3-8031-3592-3.
- Georges Perec: Ellis Island. (Enthält die Texte Die Träneninsel und Beschreibung eines Weges.) Diaphanes, Zürich 2016, ISBN 978-3-03734-628-0.